# 마음대로 하세요
"마음대로 하세요"는 한국에서 제작된 이희중 감독의 1969년 영화이다. 구봉서 등이 주연으로 출연하였고 우기동 등이 제작에 참여하였다.

## 출연

### 주연
- 구봉서
- 방성자
- 황정순

## 기타
- 조명: 강용신
- 미술: 송백규